# Harry York
Harry York (né le 16 avril 1974 à Panoka dans l'Alberta) est un joueur de hockey sur glace. Il évolue au poste de centre et tire de la main gauche dans les années 1990.
Il a commencé dans la Ligue nationale de hockey pour les Blues de Saint-Louis en 1996 puis jouera pour les franchises suivantes : Rangers de New York, Penguins de Pittsburgh et Canucks de Vancouver. Il a joué 244 matchs dans la LNH (sept saisons) et met fin à sa carrière en 2000.

## Statistiques
| Saison     | Équipe                 | Ligue      |     | Saison régulière | Saison régulière | Saison régulière | Saison régulière | Saison régulière |   | Séries éliminatoires | Séries éliminatoires | Séries éliminatoires | Séries éliminatoires | Séries éliminatoires |
| Saison     | Équipe                 | Ligue      | PJ  | B                | A                | Pts              | Pun              | PJ               | B | A                    | Pts                  | Pun                  |                      |                      |
| 1995-1996  | Knights d'Atlanta      | LIH        | 2   | 0                | 0                | 0                | 15               |                  |   |                      |                      |                      |                      |                      |
| 1995-1996  | Knights de Nashville   | ECHL       | 64  | 34               | 50               | 84               | 118              |                  |   |                      |                      |                      |                      |                      |
| 1995-1996  | IceCats de Worcester   | LAH        | 13  | 8                | 5                | 13               | 2                | 4                | 0 | 4                    | 4                    | 4                    |                      |                      |
| 1996-1997  | Blues de Saint-Louis   | LNH        | 74  | 14               | 18               | 32               | 24               | 5                | 0 | 0                    | 0                    | 2                    |                      |                      |
| 1997-1998  | Blues de Saint-Louis   | LNH        | 58  | 4                | 6                | 10               | 31               |                  |   |                      |                      |                      |                      |                      |
| 1997-1998  | Rangers de New York    | LNH        | 2   | 0                | 0                | 0                | 0                |                  |   |                      |                      |                      |                      |                      |
| 1998-1999  | Rangers de New York    | LNH        | 5   | 0                | 0                | 0                | 4                |                  |   |                      |                      |                      |                      |                      |
| 1998-1999  | Penguins de Pittsburgh | LNH        | 2   | 0                | 0                | 0                | 0                |                  |   |                      |                      |                      |                      |                      |
| 1998-1999  | Canucks de Vancouver   | LNH        | 49  | 7                | 9                | 16               | 20               |                  |   |                      |                      |                      |                      |                      |
| 1999-2000  | Canucks de Vancouver   | LNH        | 54  | 4                | 13               | 17               | 20               |                  |   |                      |                      |                      |                      |                      |
| 1999-2000  | Crunch de Syracuse     | LAH        | 1   | 0                | 0                | 0                | 15               |                  |   |                      |                      |                      |                      |                      |
| Totaux LNH | Totaux LNH             | Totaux LNH | 244 | 29               | 46               | 75               | 99               | 5                | 0 | 0                    | 0                    | 2                    |                      |                      |